# It’s Over 9000!
«It’s Over 9000!» (англ. Он больше 9000!), также фраза известна как «Over 9000» (англ. Больше 9000) — это интернет-мем, ставший популярным в 2006 году и обычно используемый в качестве описания чего-то неисчислимо большого. Вариации фразы также используются как формы троллинга.
Англоязычный вариант происходит от оригинальной фразы, произнесённой на японском языке персонажем Вегетой в 28-м эпизоде аниме-сериала «Жемчуг дракона Z». В оригинальном сериале уровень силы главного героя сериала Сон Гоку на самом деле «большее 8000!» (яп. 8000以上だ…! хассэн идзё: да!).

## Происхождение выражения
В «Жемчуге дракона» уровень силы — это понятие, обозначающее боевую мощь воина. В этом эпизоде Гоку возвращается на Землю после интенсивных тренировок в Ином Мире, чтобы противостоять Вегете и его помощнику Наппе. Когда Гоку впал в ярость, узнав, что они убили его союзников перед его появлением, Вегета чувствует взрывное увеличение его уровня мощности. В ответ на вопрос Наппы об уровне силы Гоку Вегета кричит: «Он больше девяти тысяч!» (IT’S OVER NINE THOUSAAAAAND!), что обозначало очень высокую силу Гоку.
В большинстве версий, дублированных на другие языки, Вегета говорит: «Она более 8000!». При переводе на английский 8 тысяч было заменено на 9 тысяч, потому что так лучше звучит на английском языке.

## Распространение
Видеоклип эпизода впервые был загружен 17 октября 2006 года как внутренняя шутка для друзей, и набрал 20 тысяч просмотров. Позже видео было размещено на главной странице сайта VG Cats, где оно собрало ещё 200 тысяч просмотров. Популярность мема быстро возросла, вдохновив пользователей на серию ремиксов на YouTube, а также на создание пародийных сайтов, посвященных этой фразе. Известность мема достигла своего пика в 2007 году — самый просматриваемый видеоклип на YouTube, в котором упоминается эта фраза, набрал более 15 миллионов просмотров.
Фраза «больше9000!» получила признание в сети и стала одной из любимых фраз интернет-культуры.

## В популярной культуре

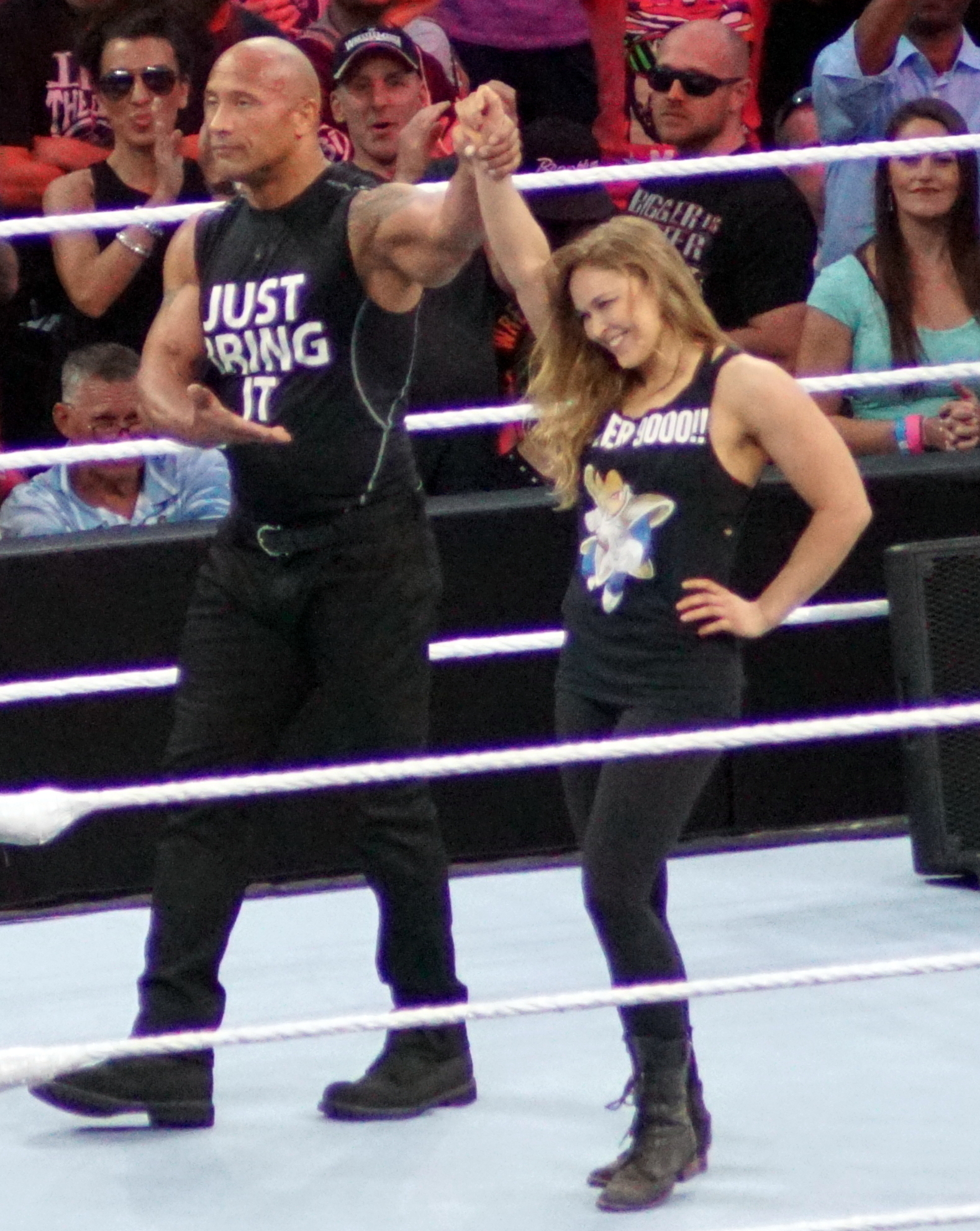
Ронда Роузи (справа) в майке с изображением Вегеты и фразой «over 9000!»

- В феврале и мае 2007 года мем упоминается в веб-сериале Super Mario Bros. Z.
- Появляется в заголовке обзора демоверсии Final Fantasy XIII для PlayStation 3 от Gamezone [6].
- Упоминается в 17-м эпизоде второго сезона «Утиных историй».
- Американский профессиональный борец Ксавье Вудс в интервью 2013 года рассказал, что эта фраза всегда изображена на его борцовской одежде[7].
- Во время своего появления на WrestleMania 31 американская профессиональная спортсменка Ронда Роузи была одета в майку, изображающую Вегету и фразу «over 9000!»[8]